# زيموفنيكي
زيموفنيكي (بالروسية: Зимовники) هي مدينة في مقاطعة روستوف أوبلاست في روسيا. يبلغ عدد سكانها حوالي 17148 نسمة.